# だるま船
だるま船（だるません、だるまぶね）は艀の一種で、船幅が広く喫水が浅い平船。エンジンはなく、足のないだるまのように、自力で移動することができないことから。
昭和初期頃の大伝馬船（木造の和船）から後に西洋型の鋼製船へ替わった。
波の緩やかな港内や河川などで荷物の運搬に使われる。
かつて運河などに停泊させた船上で暮らす水上生活者が多かった事から、当時のドラマや小説などで水上生活者の代名詞として扱っている作品なども存在する。

## だるま船が登場する作品
- テレビドラマ『相棒 Season7』第18話「悪意の行方」
- 映画
  - 『女経』吉村公三郎・市川崑・増村保造監督（1960年）
  - 『拳銃は俺のパスポート』（コルトはおれのパスポート）野村孝監督・宍戸錠主演（1967年）
  - 『虹をわたって』前田陽一監督・天地真理主演（1972年）
- 漫画　テレビアニメ
  - 『アニマル1』（アニマル・ワン）作者・川崎のぼる（1968年）